# 4870 Shcherbanʹ
4870 Shcherbanʹ је астероид. Приближан пречник астероида је 25,29 ,
а средња удаљеност астероида од Сунца износи 3,211 астрономских јединица (АЈ).
Инклинација (нагиб) орбите у односу на раван еклиптике је 9,740 степени, а орбитални период износи 2101,891 дана (5,754 година). Ексцентрицитет орбите астероида износи 0,078.
Апсолутна магнитуда астероида износи 11,30 а геометријски албедо 0,083.
Астероид је откривен 25. октобра 1989. године.